# Synallaxis gujanensis
Synallaxis gujanensis là một loài chim trong họ Furnariidae.